# Lepidopilum lastii
Lepidopilum lastii är en bladmossart som beskrevs av Mitten 1886. Lepidopilum lastii ingår i släktet Lepidopilum och familjen Daltoniaceae. Inga underarter finns listade i Catalogue of Life.